# José María Rodríguez y Rodríguez
José María Rodríguez y Rodríguez fue un médico y militar mexicano que participó en la Revolución mexicana, y uno de los diputados constituyentes que escribió la constitución mexicana de 1917.

## Inicios
Nació en Saltillo, Coahuila el 15 de octubre de 1870, hijo de Jesús M. Rodríguez y Doña Melquíades Rodríguez. En 1895 se graduó de la Escuela Nacional de Medicina. 
Fue precursor del antirreleccionismo fundando en 1893 el Partido Liberal de Coahuila a los 23 años de edad.
Destacó por su pasión de llevar salud a los habitantes con mayores necesidades económicas, por lo que fue nombrado Presidente del Consejo de Salubridad General (1914-1916), y más tarde jefe del Departamento de Salubridad Pública.
Radicó en las ciudades Saltillo y Torreón, Coah. en México.
El 28 de enero de 1898 contrajo matrimonio con la Srita. Celia Lobo Valdés, hija de la Sra. Doña Manuela Valdés de Lobo y del Ing. Don Manuel Lobo, que fue gobernador del Estado de Coahuila en 1875. De los ocho hijos que hubieron en el matrimonio, cinco le sobrevivieron al Dr. y Gral. Rodríguez, ellos son: Emilio, Celia, Manuel, María Cristina y Elisa.

## Carrera militar
Fue agente comercial para la compra de armas en Estados Unidos para el Ejército Constitucionalista. Organizó el batallón llamado Ferrocarrileros de Coahuila, que apoyó el movimiento maderista. Cónsul de México en San Antonio, Texas, EE. UU.
Organizó el cuerpo médico militar. Alcanzó el grado de General.

## Carrera política
Presidente municipal de Torreón (1913).  
Fue diputado, representando el tercer distrito del estado de Coahuila al Congreso Constituyente donde presentó una propuesta aprobada en la Constitución de 1917 para la fundación y establecimiento del Departamento de Salubridad Pública, que daría origen a la Secretaría de Salubridad y Asistencia Pública, que actualmente es la Secretaría de Salud. Fue gobernador interino de Nuevo León en 1920.
Antes de comenzar la década de los 20, una epidemia de tifoidea asoló la capital de la República, y José María Rodríguez, en su carácter
de Jefe del Departamento de Seguridad Pública, implantó una campaña nacional para combatir la enfermedad, considerada entonces como una de las más peligrosas.
Esa campaña sirvió de modelo para subsequentes campañas nacionales de vacunación.
Instituyó en el país legalmente el requisito de los análisis prenupciales.
Presidente del Consejo Superior de Salubridad. Reorganizó además el Instituto de Bacteriología.
En 1921, a sus cincuenta años de edad, regresó a Coahuila para coordinar los servicios de Salubridad en el estado y en 1934 fue designado Jefe de la Unidad de Salubridad y Asistencia en Torreón.

## Muerte
Recibió en 1945 del doctor Gustavo Baz, Secretario de Salubridad y Asistencia, por acuerdo del Presidente de la República, Manuel Ávila Camacho, la medalla “Doctor Eduardo Liceaga”, en atención a los servicios brindados al pueblo. Murió en Torreón, el 16 de enero de 1946. El Hospital Regional del ISSSTE en Saltillo, Coahuila, el Centro de Salud ahora Hospital General de Torreón, Coahuila SSA, el Hospital general de Ecatepec en el estado de México y la secundaria federal No.1 en Torreón, Coahuila llevan su nombre.